# Jamboree mondial de 2015
Le 23e Jamboree scout mondial a lieu du 28 juillet au 8 août 2015 sur la plage Kirara  à Yamaguchi, au Japon.

## Thème abordé

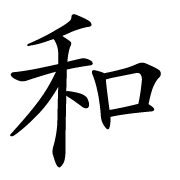

Le thème est 和 (Wa): un esprit d'unité. Le kanji 和 signifie l'harmonie, l'unité ou la convivialité et résume le thème de l'événement.

## Localisation et caractéristiques

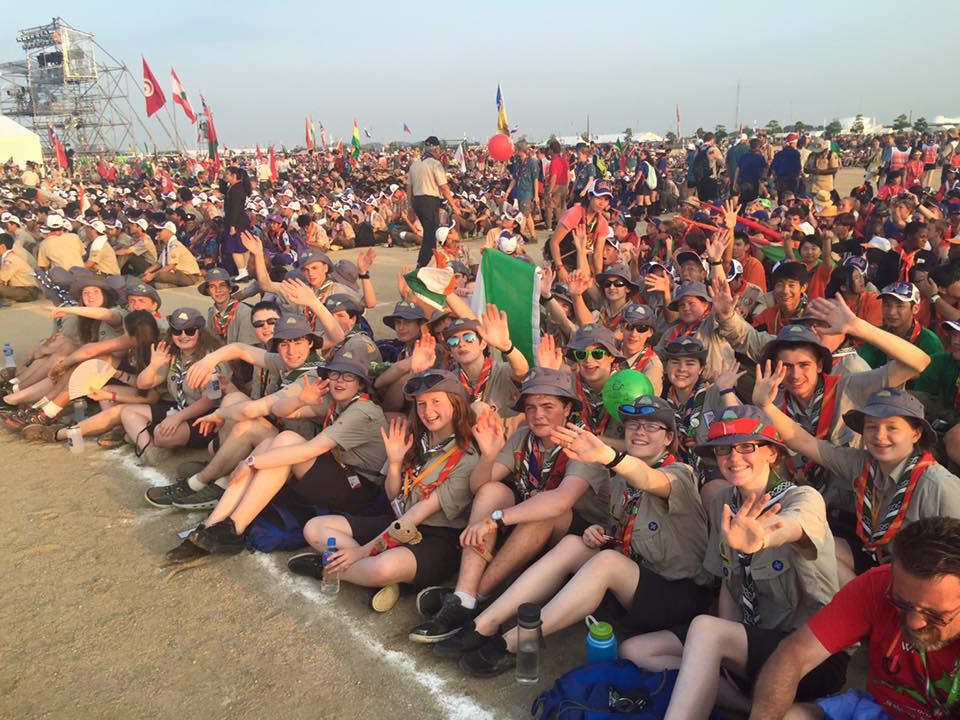
Scouts irlandais au Jamboree mondial de 2015.

Le site du Jamboree est un terrain plat avec une superficie de 2,8 km du nord au sud par 1 km d'est en ouest. Un parc naturel occupe le site, où les espèces vivant sur la plage de Kirara sont préservées. Des millions d'oiseaux sauvages visitent cette plage chaque année. En outre, le site du Jamboree est équipé d'approvisionnement en eau et d'égouts, ainsi que d'un dôme de sports qui seront utilisés pour les programmes.
Le site est situé à 30 minutes de la gare de Shin-Yamaguchi, une infrastructure de grande capacité. À deux heures de Shinkansen sont implantés quatre aéroports internationaux.

## Liens  externes
- 23rd World Scout Jamboree 2015, Japan
- https://www.youtube.com/watch?v=l9lk0B1p3k0
- http://www.23wsj.jp/index.php/eng/Location/Jamboree-Site2